# Give 'Em the Boot VII
Give 'Em the Boot VII is het achtste (zevende in de chronologische volgorde) en tevens laatste album uit de Give 'Em the Boot-serie van het Amerikaanse punklabel Hellcat Records. Het album werd uitgegeven in 2009 op cd tijdens de Warped Tour van dat jaar.
Give 'Em the Boot VII is met zeven nummers het kortste album uit de serie. De voorgaande albums uit de serie bevatten per stuk minstens 18 nummers. Give 'Em the Boot VII is het enige album waar de band Dropkick Murphys niet op te horen is.

## Nummers
1. "East Bay Night" (Rancid) - 2:04
2. "Runnin' Strong" (The Aggrolites) -  2:40
3. "Check Your Time" (Westbound Train) -  3:41
4. "Sad Story" (Left Alone) -  2:55
5. "Standing Still" (Orange) -  3:53
6. "Don't You Want Me" (Danny Diablo) -  4:02
7. "Pay Up" (Civhet) - 4:02